# Warren Westlund
Warren Westlund, né le 20 août 1926 à Olympia (Washington) et mort le 13 février 1992 à Seattle, est un rameur d'aviron américain. 

## Carrière
Warren Westlund a participé aux Jeux olympiques de 1948 à Londres. Il a remporté en tant que barreur la médaille d'or en quatre avec barreur, avec Allan Morgan, Bob Martin, Bob Will et Gordy Giovanelli.

## Source de la traduction
- (en) Cet article est partiellement ou en totalité issu de l’article de Wikipédia en anglais intitulé « Warren Westlund » (voir la liste des auteurs).